# Monastero di Santo Spirito (Ocre)
Il monastero di Santo Spirito è un monastero-fortezza che si trova ad Ocre, in provincia dell'Aquila, dichiarato monumento nazionale nel 1902.

## Storia
Il monastero di Santo Spirito si trova in località Pretola vicino a San Panfilo, frazione di Ocre, e rappresenta il primo insediamento cistercense nella valle dell'Aterno e terzo in Abruzzo dopo l'abbazia di Santa Maria di Casanova del 1191 e l'abbazia di Santa Maria Arabona del 1208.
La sua storia è raccontata da Muzio Febonio nelle Historiae Marsorum del 1678. Il terreno per la chiesa e una cella monastica venne concesso dal conte Berardo di Ocre all'eremita Placido de Vena nel 1222. Nel 1226 Placido avrebbe ricevuto dal vescovo Tommaso della diocesi di Forcona il permesso per costruire un monastero del quale sarebbe diventato abate. Nel 1248 Santo Spirito diventò monastero cistercense alle dipendenze di Santa Maria di Casanova, con la direzione presa dall'abate Ruggero.
Nel 1632, sotto Gregorio XV, Santo Spirito entrò nella Provincia Romana della Congregazione di San Bernardo in Italia, ma già nel 1652, con Innocenzo X, il monastero rientrò nella campagna di soppressione dei piccoli conventi, riducendosi progressivamente allo stato di rudere.
Negli anni '90 del XX secolo è stato recuperato e restaurato, con la sconsacrazione dell'edificio. Oggi è usato come albergo e sala convegni.

## Architettura

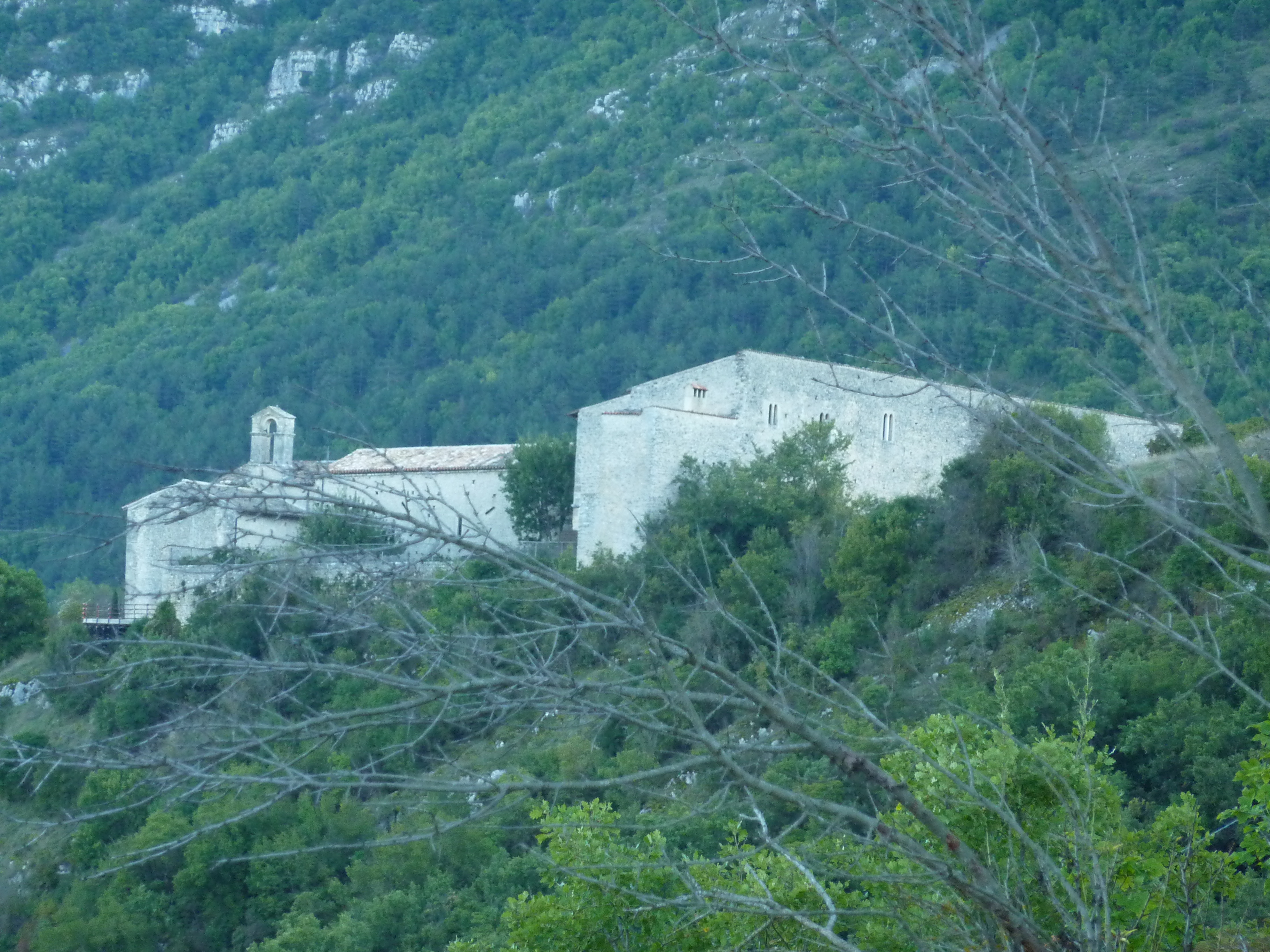
Esterno

### Esterno
Il monastero di Santo Spirito è circondato da alte mura, conferendogli l'aspetto di una fortezza. D'altra parte, la sua posizione al di sotto dell'altura sulla quale sorge il castello di Ocre lo rendevano un avamposto per l'abitato.
La facciata principale ha solo cinque aperture: l'ingresso carraio con arco ogivale, l'ingresso pedonale e tre bifore.

### Interno
L'interno del monastero è organizzato in funzione delle esigenze della vita monastica. Il nucleo centrale era costituito da un chiostro, sul quale si affacciavano gli altri elementi della struttura.
Sul lato occidentale si trovano i magazzini ed i laboratori, su quello orientale la sagrestia, la sala capitolare, i dormitori e la biblioteca, sul lato nord la chiesa.
La chiesa ha solo un ingresso laterale ed è strutturata su un'unica navata, senza transetto né abside. La copertura della navata è a botte con archi a sesto acuto.
Nella navata si trovano affreschi del 1280; nel presbiterio resti di pitture della fine del XVI secolo attribuiti a Paolo Mausonio.
Nella attigua sacrestia si trovano affreschi della fine del trecento con scene della vita del Beato Placido e resti di un affresco del 1263-69.